# Giebenach
Giebenach är en ort och kommun i distriktet Liestal i kantonen Basel-Landschaft, Schweiz. Kommunen har 1 121 invånare (2023).